# Atletisme als Jocs Olímpics d'estiu de 1900 - 110 metres tanques masculins
La prova dels 110 metres tanques masculina va ser una de les proves d'atletisme que es va dur a terme als Jocs Olímpics de París de 1900. La prova es va disputar el 14 de juliol de 1900 i hi prengueren part nou atletes representants de tres països.

## Medallistes
| Or               | Plata       | Bronze            |
| Alvin Kraenzlein | John McLean | Frederick Moloney |

## Rècords
Aquests eren els rècords del món i olímpic que hi havia abans de la celebració dels Jocs Olímpics de 1900.
| Rècord del Món | 15,2" (*) | Alvin Kraenzlein | Chicago (USA) | 18 de juny de 1898      |
| Rècord Olímpic | 17,6"     | Thomas Curtis    | Atenes (GRE)  | 10 d'abril de 1896 (CG) |

(*) no oficial 120 iardes (= 109,73 m)
A la primera sèrie Alvin Kraenzlein establein un nou Rècord Olímpic i del Món amb una marca de 15,6". Aquesta marca la millorarà a la final, quan faci 15,4".

## Resultats
DNF: No finalitza; WR: Rècord del Món; w/o: passa ronda

### Primera ronda
A la primera ronda es disputen tres sèries. El primer de cadascuna d'elles passa a la final, mentre que la resta de corredors passen a la repesca.
Sèrie 1
| Posició | Atleta            | Temps      |
| ------- | ----------------- | ---------- |
| 1       | Alvin Kraenzlein  | 15,6" WR   |
| 2       | Frederick Moloney | desconegut |
| 3       | John McLean       | desconegut |
| —       | Eugène Choisel    | DNF        |

El temps de Kraenzlein suposa un nou Rècord del Món de l'especialitat, tot i que és una marca superior al temps que tenia ell mateix, 15,2" en les 120 iardes tanques (és una distància inferior).
Sèrie 2
| Posició | Atleta                | Temps      |
| ------- | --------------------- | ---------- |
| 1       | Norman Pritchard      | 16,6"      |
| 2       | William Remington     | desconegut |
| 3       | William Lewis         | desconegut |
| —       | Adolphe Klingelhoefer | DNF        |

Sèrie 3
| Posició | Atleta       | Temps |
| ------- | ------------ | ----- |
| 1       | Jean Lécuyer | w/o   |

Aquesta sèrie no es va córrer, ja que en haver-hi un sol atleta aquest va passar automàticament a la final.

### Repesca
Es van disputar dues sèries de repesca amb tots els atletes que no s'havien classificat a la ronda prèvia. El vencedor de cadascuna d'elles passà a la final.
Sèrie 1
| Posició | Atleta            | Temps      |
| ------- | ----------------- | ---------- |
| 1       | Frederick Moloney | 17,0"      |
| 2       | William Lewis     | desconegut |
| 3       | Eugène Choisel    | desconegut |

Sèrie 2
| Posició | Atleta            | Temps      |
| ------- | ----------------- | ---------- |
| 1       | John McLean       | 17,0"      |
| 2       | William Remington | desconegut |

McLean i Moloney van guanyar les dues sèries de repesca, passant a la final. D'aquesta manera tres dels quatre atletes que havien participat en la primera sèrie de la primera ronda es tornen a trobar a la final.

### Final
| Place | Athlete           | Time         |
| ----- | ----------------- | ------------ |
| 1     | Alvin Kraenzlein  | 15,4" WR     |
| 2     | John McLean       | 15,5" (est.) |
| 3     | Frederick Moloney | 15,6" (est.) |
| 4     | Jean Lécuyer      | desconegut   |
| —     | Norman Pritchard  | DNF          |

McLean pren la iniciativa de bon començament, gràcies a un error en la sortida de Kraenzlein. Amb tot, és capaç de remuntar fins per a guanyar la primera prova dels Jocs de 1900 establint un nou Rècord del Món, amb 15,4". Moloney, un millor corredor de tanques que McLean, gairebé l'agafa. Els tres nord-americans havien corregut junts a la primera sèrie preliminar.